# Ministero del capitale umano
Il Ministero del capitale umano (in spagnolo Ministerio de Capital Humano) è un dicastero del governo argentino responsabile del lavoro, dell'istruzione, della cultura e del benessere sociale.
Il suo ministro è Sandra Pettovello, in carica dal 10 dicembre 2023 nel governo di Javier Milei, che ha creato il ministero attraverso un decreto presidenziale.

## Organizzazione
Ex ministeri trasformati in segreterie:
- Cultura[2]
- Istruzione[3]
- Lavoro, occupazione e previdenza sociale

## Elenco dei ministri
| N° | Ministro          | Partito | Partito           | Mandato                      | Presidente | Presidente   |
| -- | ----------------- | ------- | ----------------- | ---------------------------- | ---------- | ------------ |
| 1  | Sandra Pettovello |         | La Libertà Avanza | 10 dicembre 2023 – in carica |            | Javier Milei |